# Rasmus Stegfeldt
Rasmus Stegfeldt (Åre, 2 settembre 1998) è uno sciatore freestyle svedese.

## Palmarès

### Coppa del Mondo
- Miglior piazzamento nella Coppa del Mondo generale di gobbe: 35º nel 2023
- Miglior piazzamento nella Coppa del Mondo di gobbe in parallelo: 22º nel 2023
- 2 podi:
  - 2 secondi posti